# Henri François-Xavier de Belsunce-Castelmoron

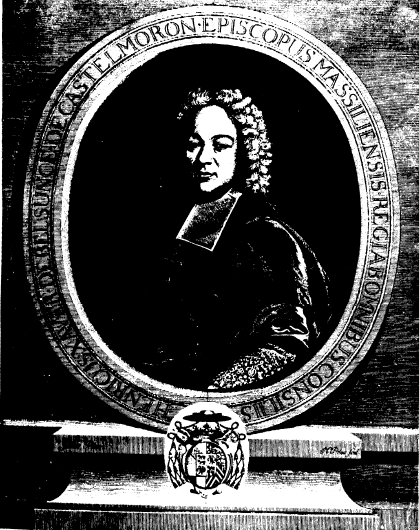
Bischof Henri François-Xavier de Belsunce-Castelmoron

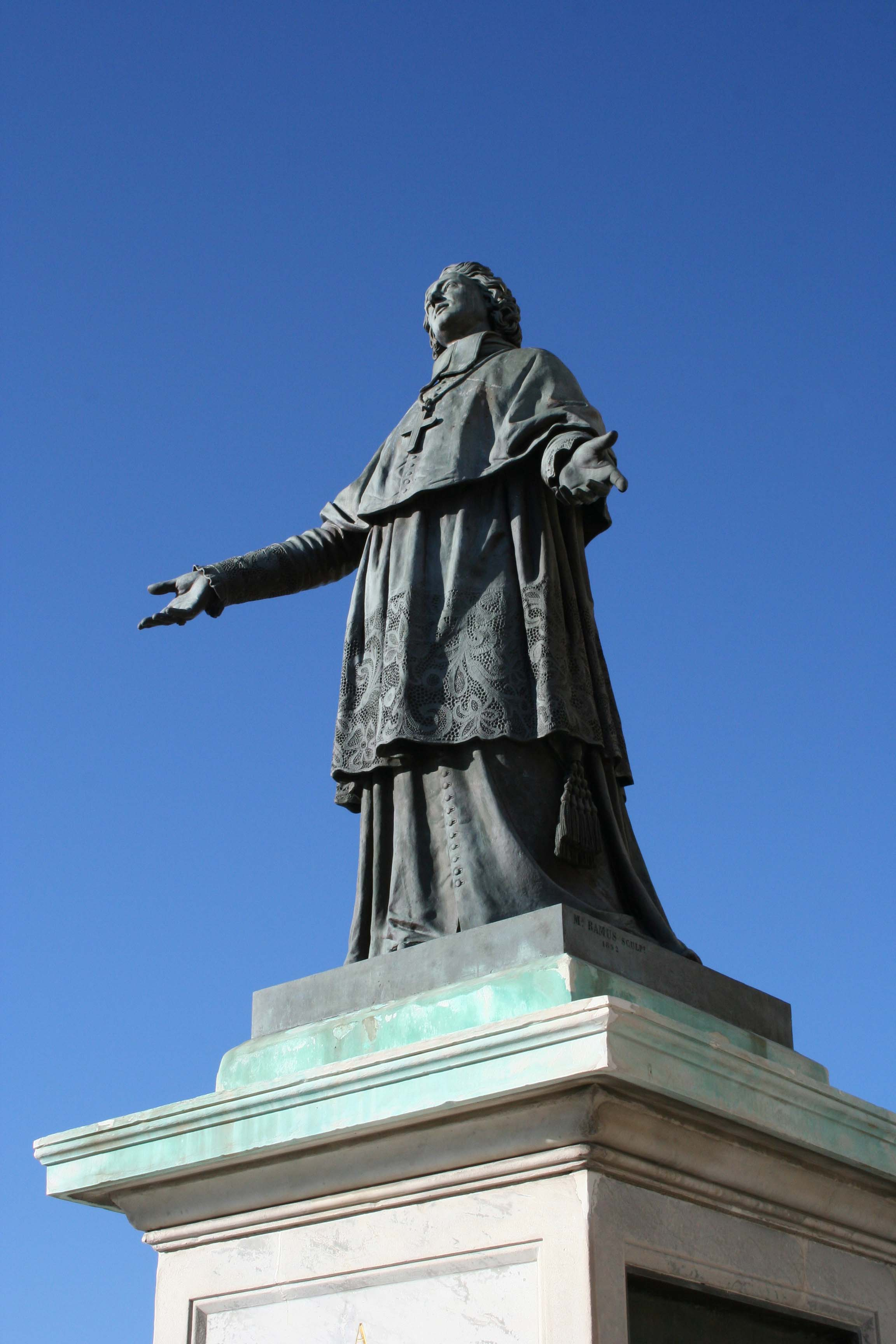
Belsunce-Statue vor der Kathedrale von Marseille

Henri François-Xavier de Belsunce-Castelmoron SJ (* 3. Dezember 1671 im Château de La Force im Périgord, Frankreich; † 4. Juni 1755 in Marseille) war ein französischer römisch-katholischer Bischof von Marseille und Pair von Frankreich.

## Leben
Henri de Belsunce, Sohn des Marquis Armand Belsunce-Castelmoron, trat 1691 der Gesellschaft Jesu bei und besuchte ab 1703 das Priesterseminar in Agen. Er war bis 1706 Vikar des Bischofs von Agen, François Hébert.
1709 wurde Henri de Belsunce zum Bischof von Marseille ernannt und am 19. Februar 1710 ordiniert sowie am 30. März 1710 in Paris inthronisiert. Die Bischofsweihe spendete ihm Louis-Antoine Kardinal de Noailles, Erzbischof von Paris am 30. März 1710. Mitkonsekratoren waren Denis-François Bouthillier de Chavigny (Bischof von Troyes) und Henri du Puget (Bischof von Digne). 
Bekanntheit erlangte er aufgrund seines Einsatzes gegen die Pest und seiner damit verbundenen Weihe von Marseille am 1. November 1720 an das Heiligste Herz Jesu. Diese Weihe wurde angeregt von der Salesianerin und Mystikerin Anne-Madeleine Rémusat und war der erste große öffentliche Akt der Verehrung des Herzens Jesu nach den Herz-Jesu-Visionen von Margareta Maria Alacoque. Er bekämpfte in seinem Erzbistum den Jansenismus.
Henri de Belsunce lehnte die Ernennung zum Bischof von Laon im Jahre 1723 ab, ebenso die Ernennung zum Erzbischof von Bordeaux im Jahre 1729.
Ab 1729 war er Abt der Abtei Sankt Arnulf in Metz und der Cella Les Chambons sowie ab 1731 Abt von Montmorel. Er war Berater des Königs Ludwig XIV.

## Schriften
- Abrégé de la vie de Suzanne-Henriette de Foix de Candale. Ed. Guillot, Agen, 1707
- Neuf lettres à M. de Colbert, Évêque de Montpellier. Ed. Brébion, Marseille, 1730
- Le livre de Saint Augustin traduit en français. Ed. Brébion, Marseille 1740
- L'Antiquité De L'Église De Marseille, Et La Succession De Ses Évêques (Band 1), Ed. Brébion, Marseille 1747